# Донаури
Донаури (груз. დონაური) — богатый феодальный грузинский род, правивший Кахетией в VIII и IX веке.

## История
В 9 веке из этого рода были известны два главных епископа Кахетии — братья Самоэли и Гавриил. К этому же роду принадлежал знаменитый священнослужитель Иларион Грузинский.
После смерти эрисмтавара Картли, Джуаншера II, Григоли, первый представитель этого рода, воспользовался его смертью и объявил Кахетию независимым княжеством и стал первым суверенным правителем Кахетии (787—827 гг. н. э.).
Князья Кахетии с самого начала получали титул Хорепископов. По мнению большинства исследователей, хорепископос — это византийский священнический титул, означающий епископа-мирянина, возглавляющего сельскую общину, хотя существует противоположное мнение, согласно которому этот термин должен иметь местное происхождение. Титул князей Кахетии должен происходить от имени хорепископа Цанарты. Григоли проводил свою внутреннюю и внешнюю политику, основываясь на этих принципах.
В 827 году, после успешной военной кампании Кахетинских правителей, им удалось захватить Шида-Картли, вследствие чего они столкнулись с Ашотом I куропалатом, из новообразовавшегося рода Багратионов. Ашот пользовался благосклонностью царя Абхазии, а Григоли — эмира Тбилиси. Григоли потерпел поражение и был вынужден уступить большую часть Шида-Картли Ашоту, хотя территория Картли к востоку от реки Ксани оставалась в составе Кахетинского княжества.

### Список монархов из рода Донаури
- 786—827 — Григоли I
- 839—861 — Самуил Донаури
- 861—881 — Гавриил Донаури